# Ozicrypta mcdonaldi
Ozicrypta mcdonaldi is een spinnensoort uit de familie Barychelidae. De soort komt voor in Queensland.